# Orde Civil d'Alfons X el Savi
L'Orde Civil d'Alfons X el Savi és un orde civil espanyol, la primera regulació del qual es va establir per Reial decret, el 23 de maig de 1902, amb la finalitat de premiar els mèrits contrets en els camps
de l'educació, la ciència, la cultura, la docència i la recerca. El seu funcionament ha anat evolucionant amb la mateixa història d'Espanya, segons les normes dels Reials decrets de 26 de gener de 1944, 14 d'abril de 1945, 11 d'agost de 1953 i 10 d'agost de 1955.
En el Reial decret 954/1988, de 2 de setembre, s'estableix l'actual regulació d'aquest Orde, que té el seu precedent en l'Orde d'Alfons XII, amb el qual es refon, adaptant les normes a les condicions socials del temps present i als principis democràtics en què s'inspira l'ordenament jurídic espanyol.
La nova regulació té com a innovació més significativa la unificació de determinades categories que comporten una discriminació per raó de sexe, i suprimeix, per això, les distincions específicament femenines que es venien atorgant.

## Finalitat
L'Orde Civil d'Alfons X El Savi es destina a premiar les persones físiques i jurídiques i les entitats, tant espanyoles com estrangeres, que s'hagin distingit pels mèrits contrets en els camps de l'educació, la ciència, la cultura, la docència i la recerca o que hagin prestat serveis destacats en qualsevol d'ells a Espanya o en l'àmbit internacional.

## Graus
Comprèn els següents graus o categories:
- Per a persones físiques:[1]
  - Collar. Només és atorgat a Caps d'Estat o de Govern, Presidents de les Altes Institucions de l'Estat i Presidents d'Organitzacions Internacionals.
  - Gran Creu. Únicament s'atorga a persones físiques espanyoles o estrangeres que hagin contribuït en grau extraordinari al desenvolupament de l'educació, la ciència, la cultura, la docència o la recerca, sempre que sigui palès el nivell excepcional dels seus mèrits.
  - Comanda amb placa.
  - Comanda.
  - Creu.
  - Medalla.
- Per a persones jurídiques i entitats:[1]
  - Corbata.
  - Placa d'honor.

Les categories de l'orde són concedides en atenció als mèrits dels candidats en els camps específics d'aquest. Les categories de Collaret, Gran Creu, Comanda amb Placa i Corbata tenen caràcter restringit, i llur nombre no pot excedir de 6, 500, 700 i 350, respectivament.
| Insígnies |                               |         |      |         |
|           |                               |         |      |         |
| Collar    | Gran Creu i Comanda amb Placa | Comanda | Creu | Medalla |

| Passadors          |                     |
| Collar i Gran Creu | Resta de Categories |

## Organització
El Gran Mestre de l'Orde és el rei d'Espanya, en el nom del qual se n'atorguen les diferents categories, i a qui per dret li correspon ostentar el Collaret. El Gran Canceller de l'Orde és el titular del Ministeri d'Educació, Política Social i Esport d'Espanya, i el Canceller és el Sotssecretari del Departament del mateix Ministeri.
Com a òrgan d'assessorament i participació existeix un Consell compost per un President (el Sotssecretari del Departament i Canceller), diversos vocals (dos membres de cadascuna de les categories de Gran Creu, Comanda amb Placa, Comanda i Creu, lliurement designats pel Ministre d'Educació, Política Social i Esport; i vuit vocals suplents) i un secretari (l'Oficial Major del Ministeri d'Educació, Política Social i Esport).
La tramitació de tots els assumptes relatius a l'Orde Civil d'Alfons X El Savi correspon a l'Oficialia Major, unitat administrativa que té les competències relatives al protocol i Cancelleria de les ordres i condecoracions del departament d'Educació.

## Concessió d'honors
L'ingrés en l'orde d'Alfons X el Savi té lloc:
- Per iniciativa o decisió del Ministre d'Educació i Ciència.
- A proposta dels Òrgans de les Administracions Públiques espanyoles, d'entitats, centres docents i autoritats o persones individuals.

Les propostes per a ingrés en l'Orde Civil d'Alfons X el Savi es remeten a la seva Cancelleria i han de contenir els següents extrems:
- Circumstàncies personals i domicili del proposat.
- Curriculum vitae en el qual necessàriament han de constar totes les dades que es refereixin a l'activitat de l'interessat.
- Mèrits en què es fonamenta la proposta.
- Dades personals i professionals i signatura del proponent.

La concessió del Collaret, la Gran Creu i la Corbata s'efectua per Reial decret, a proposta del Ministre d'Educació i Ciència. Les restants categories es concediran per Ordre del Ministre d'Educació i Ciència (Espanya).

## Efectes protocol·laris
La pertinença a aquest Orde implica uns tractaments protocol·laris:
- Les personalitats distingides amb el Collaret i la Gran Creu de l'Orde d'Alfons X el Savi tenen tractament d'Excel·lentíssim Senyor o Senyora.

- La Comanda amb Placa comporta per als seus posseïdors el tractament d'Il·lustríssim Senyor o Senyora.

- Les persones condecorades amb la Gran Creu, Comanda amb Placa, Comanda i Creu, i les entitats distingides amb les categories de Corbata i Placa d'honor, han de remetre cada cinc anys a l'Oficialia Major un escrit amb actualització de les seves dades personals i professionals, a l'efecte de la seva constància en el registre de la Cancelleria de l'Orde.

## Membres de l'ordre
- Llista de condecorats amb l'Orde d'Alfons X el Savi